# Khandauli
Khandauli es una ciudad censal situada en el distrito de Agra, en el estado de Uttar Pradesh (India). Según el censo de 2011, tiene una población 8.625 habitantes.

## Demografía
Según el censo de 2011, la población de Khandauli es de 8625 habitantes, de los cuales 4597 eran hombres y 4028 eran mujeres. Khandauli tiene una tasa media de alfabetización del 61,66%, inferior a la media estatal del 67,68%: la alfabetización masculina es del 66,93%, y la alfabetización femenina del 55,56%.